# Phanoxyla lunata
Phanoxyla lunata är en fjärilsart som beskrevs av Rothschild 1900. Phanoxyla lunata ingår i släktet Phanoxyla och familjen svärmare. Inga underarter finns listade i Catalogue of Life.